# Jørgen Bach Andersen
Jørgen Bach Andersen (født 13. november 1935, død 30. november 2021)
var en dansk professor  på Aalborg Universitet, der bl.a. forskede i stråling.
Han blev uddannet cand.scient. fra Danmarks Tekniske Universitet i 1961. I 1971 blev han dr.techn. fra samme sted. Han ledede elektromagnetisk Institut på DTU fra 1961-1973. Han blev ansat som leder for Center for Personkommunikation på Danmarks Ingeniørakademi afdeling i Aalborg, hvor han flyttede til i 1993. Han blev senere professor på univeresitetet i byen efter det var blevet oprettet.
Han modtog Villum Kann Rasmussens Årslegat i 1995.